# دست

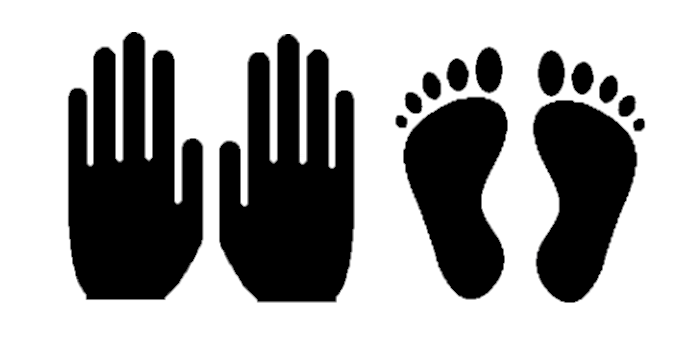
وکتور دست

دست قسمتی از بدن جانداران است که در انسان از مچ به پایین قرار گرفته و شامل پیش‌مشت و انگشتان و کف دست است. دست انسان قادر به انجام حرکات مختلف ارادی و لمس است.
بیشتر کارهای روزمره هر انسانی با دست انجام می‌گیرد.

## نواحی دست
به‌طور قراردادی دست به نواحی زیر تقسیم می‌شود:
- ناحیه کف دستی (پالمار)
- ناحیه پشت دستی (دورسال)
- انگشتان دست

## ساختار دست
در انسان هر یک از دست‌ها ۲۷ استخوان و شمار متناظری از مفصل‌ها را دارد. استخوان‌های دست‌ها در مجموع تقریباً یک‌چهارم شمار کل استخوان‌های بدن را تشکیل می‌دهند. ۳۴ ماهیچه حرکات انگشتان را کنترل می‌کنند در کف دست و ساعد قرار دارند. در خود انگشتان ماهیچه‌ای وجود ندارد. حدود یک‌چهارم قشر حرکتی مغز به عضلات دست‌ها اختصاص دارد.
ماهیچه‌ها به‌وسیله زردپی (تاندون) که از رشته‌های مستحکم بافت همبند ساخته شده‌اند، به استخوان‌ها متصل می‌شوند. هنگامی‌که ماهیچه منقبض می‌شود، زردپی را می‌کشد و زردپی نیز به‌نوبه خود استخوان را می‌کشد و آن را به حرکت درمی‌آورد. زردپی‌ها علاوه‌بر به حرکت درآوردن استخوان‌ها، مفاصل را هم پایدار می‌کنند. رُباط‌ها (لیگامان‌ها) استخوان‌ها را به‌هم متصل می‌کنند و آن‌ها را در هم‌آرایی درستی قرار می‌دهند. رباط‌هایی که در هر طرف مفاصل انگشت قرار دارند از انحراف جانبی مفصل جلوگیری می‌کنند و رباط‌هایی که در طول کف دست گسترده شده‌اند، مانع از خم شدن بیش‌ازحد انگشتان به عقب می‌شوند.

زردپی‌ها و رباط‌ها از رشته‌های ساخته‌شده از کلاژن- پروتئینی که به آن‌ها استحکام و انعطاف‌پذیری برای انجام کارکردهای مجزا را می‌دهند- ساخته شده‌اند. از آنجایی‌که این بافت‌های رشته‌ای خون‌رسانی کمی دارند، آسیب‌های زردپی‌ها و رباط‌ها به آهستگی بهبود می‌یابند. زردپی‌ها در دست عمدتاً به‌وسیله غلاف‌های محافظی پیچیده شده‌اند که شبیه یک بادکنک بدون باد هستند. پوشش درونی این غلاف که زُلاله (سینوویوم) خوانده می‌شود، یک مایع شفاف لغزنده تولید می‌کند که مایع زلاله‌ای (سینوویال) خوانده می‌شود. مفاصل نیز با زلاله پوشیده شده و با مایع زلاله‌ای پر می‌شود. این مایع حیاتی باعث لغزنده‌سازی زردپی‌ها و مفصل می‌شود و حرکت بدون اصطکاک انگشتان را امکان‌پذیر می‌کند. این مایع همچنین مواد مغذی را به استخوان‌ها و غضروف مجاور می‌رساند. غضروف، یک بافت محکم و تا حدی کِشسان، سطوح مفصل را می‌پوشاند و سطح هموار و لیز برای حرکت فراهم می‌کند.
سه عصب عمده شامل عصب زند زیرین، میانی و زند زِبَرین دست را به کار می‌اندازند. عصب میانی که از مچ می‌گذرد، از این لحاظ مورد توجه است که فشار بر روی آن باعث نشانگان مجرای مچ دستی می‌شود که یکی از شایع‌ترین و ناتوان‌کننده‌ترین عوارض دست است.

## نخستین پیوند دست
- در  ژانویه ۲۰۱۳ نخستین عمل جراحی پیوند دست در بریتانیا با موفقیت انجام شد.[۱۸]